# Historia republicana del Cuzco
La historia republicana del Cusco es la historia de la ciudad del Cusco bajo el gobierno republicano independiente instaurado en el Perú desde el 28 de julio de 1821, día en el que el general argentino José de San Martín, jefe de la Expedición Libertadora, proclamó la independencia del Perú en Lima, la capital del entonces Virreinato del Perú. No obstante ello, debido a lo vasto del territorio virreinal, la ciudad se mantuvo bajo control de fuerzas leales al rey hasta 1824 cuando el Cabildo del Cusco reconoció la capitulación de Ayacucho y aceptó recibir a Agustín Gamarra con el cargo de prefecto del Cusco, que fue la primera autoridad republicana que gobernó la ciudad.

## Siglo XIX

### Independencia y primeros años de vida republicana
El Perú declaró su independencia en 1821. En esos años, el Cusco era una de las ciudades más importantes de la organización político administrativa del territorio del Virreinato del Perú. En Lima, por disposiciones de José de San Martín se dispuso la creación del departamento del Cusco sobre la base de la antigua intendencia abarcando incluso los territorios amazónicos hasta el límite - aún no establecidos - con el Reino del Brasil. La ciudad fue establecida como capital del departamento según la norma emitida por el gobierno provisorio de José de San Martín, ley del 26 de abril de 1822. 
A pesar de esas disposiciones, el territorio del departamento y la ciudad permanecía en manos leales al rey de España. En julio de 1821, luego de abandonar Lima, el virrey teniente general José de la Serna e Hinojosa se trasladó junto con su ejército a Jauja donde se mantuvo hasta diciembre de ese año cuando, dejando al ejército en esa ciudad, se trasladó al Cusco, estableciendo en ella su sede de gobierno, su cuartel general, la casa de moneda y la imprenta oficial. La antigua ciudad mayor de los incas vino a ser, durante este período, capital del virreinato.
Tras la batalla de Ayacucho, cuando el virrey La Serna capituló frente a Simón Bolívar, la Real Audiencia del Cusco desconoció esa capitulación y nombró como virrey del Perú el 9 de diciembre de 1824, a Pío Tristán, quien se hallaba en Arequipa,  pero este renunció a los pocos días. Recién el 22 de diciembre de 1824, el Cabildo del Cusco reconoció la capitulación de Ayacucho y aceptó recibir como prefecto al general Agustín Gamarra, cusqueño de nacimiento, quien asumió el cargo el 24 de diciembre de ese año poniendo fin a la etapa virreinal. La Real Audiencia del Cusco se convirtió en la Corte Superior de Justicia del Cusco.
Uno de los primeros actos de Gamarra en su posición de primera autoridad republicana de la ciudad fue obsequiar a Antonio José de Sucre, el 29 de diciembre de 1824, el pendón de la conquista, el gallardete con el escudo de armas de Carlos V de España otorgado a Francisco Pizarro en Toledo en 1529, que por orden del jefe de la conquista se conservó en la iglesia de Santo Domingo desde 1534. Sucre remitió el trofeo a Simón Bolívar, entonces en Lima, quien lo destinó a Venezuela en 1826.
En 1825, la ciudad recibió la visita de Simón Bolívar. Durante la visita del venezolano, se estableció la creación de los colegios de Ciencias y Artes, que concentraría toda la educación en la ciudad reemplazando a los colegios de San Francisco de Borja y San Bernardo así como a la Universidad de San Antonio Abad. También se creó el Colegio de Educandas para la educación de mujeres. Durante su gobernación, el general Gamarra condujo un importante esfuerzo de recuperación de la economía regional, muy venida a menos tras la guerra emancipadora. Entre otras medidas, reformó las tasas de los "tributos de encabezamiento" de hacendados y comerciantes, cuyas deudas se habían tornado incobrables, y reabrió la casa de la moneda. Gamarra ejerció la gobernación cusqueña hasta el 20 de junio de 1827.
Tras la euforia bolivariana, cundió el descontento en Cusco, primero por la separación del Alto Perú y luego por la apertura comercial en favor de las mercancías extranjeras, sobre todo textiles, que perjudicó enormemente a los obrajes cusqueños. El pensamiento librecambista tuvo un gran defensor en Manuel Lorenzo de Vidaurre en el Congreso Constituyente de 1827, contra la "ley de prohibiciones" (de protección del mercado interior) entonces vigente. Esta ley fue recortada en 1827, suspendida en 1829; luego restablecida y ampliada por decreto supremo del 20 de febrero de 1832. Entre 1833 y 1840, los reglamentos de comercio tuvieron frecuentes altibajos, en medio de tensos debates sobre los principios del proteccionismo y el librecambismo, siendo los cusqueños los más ardorosos defensores de las restricciones al mercado interior.
El prefecto cusqueño Vicente León, expresó el 1 de junio de 1829, su protesta por el decaimiento de la textilería artesanal, ya que hasta entonces "su vasta exportación se extendía por el sur hasta el plateado cerro de Potosí". El periódico cusqueño El Acento de la Justicia, semanario publicado durante 1829 con el fin de realizar una tenaz campaña contra el "libre comercio", denunció:

"la disminución de las rentas públicas, el desmayo de la agricultura, la parálisis del comercio (...) y lo que es mucho más sensible, doloroso, el que cincuenta mil familias que se ocupaban y mantenían honradamente en manufacturar tocuyo, bayetas de la tierra, bayetones y otras telas ordinarias de gran consumo, se ven reducidas a la indigencia y a la desesperación"
El Acento de la Justicia, Nº 25, del 9 de julio de 1829

En este clima de descontento ocurrió en el Cusco, el 26 de agosto de 1830, un motín militar separatista, a favor del presidente boliviano Andrés de Santa Cruz, conducido por el coronel Gregorio Escobedo, que fracasó por falta de apoyo popular.

### Confederación Perú-Boliviana
Andrés de Santa Cruz hizo la propuesta de una confederación entre Perú y Bolivia fue recibida con entusiasmo por los cusqueños. Una asamblea de 23 representantes de los departamentos del sur del Perú (Arequipa, Ayacucho, Cusco y Puno), se reunió en Sicuani del 16 al 22 de marzo de 1836, acordando constituir el Estado Sur Peruano con miras a formar la Confederación Peruano-Boliviana estableciéndose la capital en la ciudad de Tacna. Se aprobó una bandera, con una franje vertical roja y dos franjas horizontales, blanca y verde (ver Bandera del Estado Sud-Peruano), un escudo y una moneda. El 10 de abril de 1836, el presidente Luis José de Orbegoso y Moncada dio un decreto que reconocía la formación del Estado Sur Peruano como "Estado libre e independiente".
Por decreto de Santa Cruz, en calidad de Supremo Protector, se declaró establecida la Confederación Perú-Boliviana el 28 de octubre de 1836. Durante la vigencia de esta, la ciudad se convirtió en uno de los principales bastiones del efímero Estado Sud-Peruano. El Arco de Santa Clara simboliza la importancia de la ciudad dentro de esa situación política. Si bien los cusqueños se vieron favorecidos con las leyes comerciales dispuestas por la Confederación, hubo reticencias respecto a una posible hegemonía boliviana, expresadas en el "motín del Señor de los Temblores", recordado por Sebastián Lorente en sus Pensamientos sobre el Perú (1855), tumultuoso incidente de 1836, causado por el rumor de que Santa Cruz trasladaría la imagen del Señor de los Temblores a Bolivia. Toda la provincia se puso en estado de rebelión contra esta posibilidad.
La Confederación tuvo vigencia hasta 1838. Fueron presidentes del Estado Sur Peruano, sucesivamente Ramón Herrera y Pío Tristán. Una vez disuelta, el Congreso de Huancayo, instalado el 15 de agosto de 1839, restituyó jurídicamente la unidad de la república del Perú. Así mismo, al adoptarse plenamente el libre comercio, que permitió el ingreso masivo de manufacturas europeas y norteamericanas, y restringirse en forma permanente el acceso de los productos locales al mercado altiplánico, la ciudad empezó una etapa de decaimiento económico llegando incluso a estar al punto de ser invadida durante la Guerra con Bolivia en 1842. Esta etapa de decaimiento se ve reflejada en la novela del cusqueño Narciso Aréstegui: El padre Horán. Escenas de la vida del Cusco (1848).

### Segunda mitad delsigloXIX
Durante la Revolución Liberal de 1854, Cusco fue el centro de operaciones del general Ramón Castilla y Marquezado para sus ofensivas militares contra el gobierno de José Rufino Echenique y que culminaron con la batalla de La Palma en el distrito limeño de Miraflores. Fue en Cusco que Castilla recibió el título de Presidente Provisorio acordado en Arequipa el [14 de abril de ese año.
El siglo XIX significó un decaimiento del Cusco en todo sentido. Así, desde fines del siglo XVIII hasta los años 1870, la población de la ciudad disminuyó sensiblemente de 40 mil habitantes a poco más de 13 mil. Se atribuye a esta disminución la extensiva participación de cusqueños en las guerras por la independencia así como las plagas (tifoidea entre 1855 y 1856, viruela en 1885) que azotaron a una ciudad que, en la misma época, se ganó la fama de ser una de las ciudades más sucias de América según viajeros y cronistas tanto peruanos como extranjeros. Asimismo, en el ámbito económico, con la apertura de los mercados ocurrida luego de la independencia y la importación de textiles ingleses, la industria textil cusqueña - principal industria de la localidad - languideció al no poder competir con el principal producto importado de Inglaterra durante la revolución industrial a pesar de que, hacia 1830, se inició una ligera industrialización a través de la exportación de lana de alpaca y ovino y la instalación en 1861 de la primera planta textil del Perú en el cercano distrito de Lucre. En 1872 se instaló la primera de seis cervecerías que se instalarían en la región y que daría lugar, posteriormente, a la Cervecería del Sur.
Al estallar la Guerra del Pacífico en 1879, era prefecto del Cusco el entonces coronel Andrés Avelino Cáceres, quien dejó el cargo para ingresar al servicio activo. Durante la ocupación chilena, la ciudad mantuvo una actitud expectante abasteciendo a las fuerzas de resistencia comandadas por Cáceres.
En los últimos años del siglo XIX destacan dos eventos, la guerra civil peruana de 1894 que motivó un enfrentamiento en la misma ciudad entre las montoneras pierolistas y el Andrés A. Cáceres cacerista ejército del sur que se saldó con la derrota de las tropas caceristas, la fuga del prefecto Pedro Mas y el inicio de un proceso intelectual que tendría sus principales efectos en la revolución estudiantil de 1909 y el nacimiento de la Escuela Cuzqueña cuyo antecedente puede verse en la fundación del Centro Científico del Cusco en 1897.

## ElsigloXX
A partir del siglo XX, la ciudad inició un desarrollo urbano en un mayor ritmo que el experimentado hasta ese momento. El 13 de septiembre de 1908 llegó el ferrocarril al Cusco y lo sacó del aislamiento en que se encontraba permitiéndole, por fin, una vía de comunicación moderna con el océano. No obstante, a pesar de esto, el tiempo de viaje entre Lima y Cusco era similar al que tomaba un viaje de Cusco a Buenos Aires debido al reto que significaba cruzar la cordillera de los andes. La ciudad inició su crecimiento y se empezó a extender a los vecinos distritos de Santiago y Wánchaq. En la primera mitad del siglo XX, por razones de salubridad, se procedió a culminar la canalización de los ríos Saphy, Huatanay y Tullumayu. Este proceso de canalización dio lugar a la apertura de las vías modernas como las calles Saphy, Choquechaka y las avenidas Tullumayo y El Sol que unieron los barrios céntricos de la ciudad y permitieron el desarrollo y crecimiento urbano hacia el sur y sureste. 
A nivel departamental tuvo mayor impulso la agricultura destinada a la exportación, como es el caso de los cultivos intensivos de café en La Convención y Lares y de té en Huyro, iniciados con medidas de estímulo económico dispuestas por Guillermo Billinghurst en 1912. Bajo este mismo gobernante, Cusco pasó a ser la sede de la Segunda División del Ejército del Perú.
En 1911, partió de la ciudad la expedición de Hiram Bingham que lo llevó a explorar las ruinas incaicas de Machu Picchu. El descubrimiento de Machu Picchu demoraría algunos años más en convertirse en el gran catalizador del desarrollo de la industria turística cusqueña como lo es en la actualidad. En 1934, se realizaron trabajo de limpieza y puesta en valor realizados por la comisión del IV Centenario del Cusco dirigida por Luis E. Valcarcel. La apertura de una carretera dio lugar al inicio de un incipiente turismo. Hacia 1942 ya existía un albergue cercano a las ruinas pero fue en las décadas de 1950 y 1970 que Machu Picchu empezó a convertirse en el atractivo turístico que es hoy.  
En 1913 se fundó en el Cusco una sociedad privada con la finalidad de proveer de energía eléctrica a la ciudad. Se instaló una central hidroeléctrica en la localidad de Corimarca que utilizaría las aguas de la laguna de Chinchero (Piuray) que generaba un total de 600 kilovátios a 3,000 voltios de tensión. En octubre de 1914 se realizaron las primeras pruebas y el 24 de diciembre de 1914 se inauguró la luz eléctrica en el Cusco lograda gracias al capital privado.
El 23 de mayo de 1921 se realizó el primer vuelo de Lima al Cusco logrado por el aviador italiano Enrique Rolandi. Desde este hecho, el Cusco vio en el transporte aéreo la solución definitiva a su problema de incomunicación por lo que se realizaron varias iniciativas con esa finalidad. Al día siguiente de la llegada de Rolandi al Cusco, se reunió el Comité Central Ejecutivo Pro-Aviación y acordó comprar un avión que sea propiedad de la ciudad contando con Rolandi como asesor técnico. El avión fue un biplano de caza, italiano, de la fábrica S.V.A. bautizado con el nombre "Cuzco". Fue en este avión que el 1 de septiembre de 1925, el aviador cusqueño Alejandro Velasco Astete llegó nuevamente a la ciudad desde Lima cruzando los Andes. Tanto el aviador como el avión sufrieron un accidente fatal el 25 de septiembre de 1925 cuando intentó aterrizar en la ciudad de Puno luego de volar desde el Cusco. Durante los años 1930, el Prefecto del Cusco, General Jorge Vargas, expropió los terrenos de Chachacomayoc y La Pólvora y estableció en ellos el primer aeropuerto de la ciudad con pista de tierra y que sirvió hasta 1967. Hoy esa zona está ocupada por el Parque Zonal, el Coliseo Cerrado Casa de la Juventud y el Hospital Nacional Adolfo Guevara Velasco en el distrito de Wánchaq. El primer servicio de pasajeros y carga entre Cusco y Lima se estableció en 1937. A los pocos años empezó a volar la empresa Faucett con aviones DC-3 y DC-4. En los años 1940, el servicio de transporte aéreo se volvió regular. En 1964 se inauguró el Aeropuerto Internacional Alejandro Velasco Astete que sirve a la ciudad hasta la actualidad y es el segundo aeropuerto con mayor tráfico de pasajeros del Perú. 
A partir de 1944, tras la iniciativa de Humberto Vidal Unda, se instaura el 24 de junio de cada año como "Día del Cusco" y se inicia la costumbre de escenificar bien en la Plaza de Armas o en las ruinas de Sacsayhuamán, el Inti Raymi. Asimismo, para ese año se instaura el himno del Cusco cuya letra fue creada el poeta cusqueño Luis Nieto Miranda y la música por Roberto Ojeda Campana y fue utilizada desde ese mismo año en la celebración del primer día del Cusco.
El 21 de mayo de 1950, tuvo lugar un sismo de magnitud 6.8 en la escala de Richter que generó gran daño en la población y en los edificios de la ciudad, principalmente las iglesias y conventos coloniales de la misma. Tras ese sismo hubo una movilización del estado peruano y de la Unesco quien envió al estadounidense George Kubler para que elabore un informe y coordine las actividades de reconstrucción. El gobierno peruano expidió la ley N° 11551 que declaró de interés público y de necesidad nacional la reconstrucción de la ciudad y estableció a nivel nacional un impuesto al consumo de cigarros para apoyar dicha reconstrucción. En 1952 se iniciaron las labores de reconstrucción de la ciudad que implicó un periodo de modernización de la misma.
Como parte de esta modernización, se dio inicio al desarrollo turístico de la ciudad. Para 1954 se contó la llegada de 6,902 turistas. En 1964 ya eran 38,939 y en 1971 hubo 55,482. Para 1975, la cifra llegó a 176,625 turistas, un número que era mayor que el total de la población de la ciudad que estaba calculada en 174 mil habitantes.
El departamento de Cusco fue una de las zonas más activa del país que abogaban por una reforma agraria. Esto se expresó en una activa sindicalización campesina y toma de tierras entre 1958 y 1962, cuyo resultado fue la dación del Decreto Ley N.º 14444 del 28 de marzo de 1963, que declaró "zona inicial de aplicación de la reforma agraria al departamento del Cusco".
El 9 de agosto de 1970 se produjo el accidente fatal del vuelo 502 de LANSA, el mismo que se cayó a tierra, en el distrito de San Jerónimo, a 4 kilómetros del aeropuerto Velasco Astete, minutos después de su despegue debido a la falla e incendio de uno de sus motores. En dicho accidente fallecieron los 91 pasajeros, 8 de los 9 tripulantes y, además, 2 campesinos que fueron afectados por el choque. El único sobreviviente fue el copiloto Juan César Loo Lock quien sufrió quemaduras.
En 1972 mediante Resolución Suprema del Ministerio de Educación se declaró como Patrimonio Cultural de la Nación a la Zona Monumental del Cusco. Los límites de esta zona fueron ampliados en 1974 y en 1991. En 1983, durante la VII sesión del comité de Patrimonio de la Humanidad de la Unesco celebrada en la ciudad de Florencia, Italia, del 5 al 9 de diciembre de 2019, se resolvió declarar a la ciudad del Cusco como Patrimonio Cultural de la Humanidad. La declaración estableció, dentro de la ciudad del Cusco, una zona que se constituyó como el área protegida y una zona de amortiguación inmediata a la anterior. El 5 de abril de 1986, un terremoto sacudió la ciudad generando grandes destrozos en la zona monumental.
La Ley N.º 24985 del 19 de enero de 1989 incluyó al departamento del Cusco dentro de la Región Inka, comprendiendo sus provincias y las correspondientes a los departamentos de Apurímac y Madre de Dios. La ciudad de Cusco se estableció como capital de dicha región. De las 23 provincias comprendidas, luego de una consulta popular, Andahuaylas y Chincheros decidieron incorporarse a la Región Los Libertadores-Wari, decisión ratificada mediante Ley N.º 25197 del 7 de febrero de 1990. En 1990, la Región Inka con 21 provincias y 164 distritos, sumaba 172.741 km² (13,4% del territorio nacional peruano) y 1.266.241 habitantes (5,8% del total nacional). El proceso político de 1992-2000, interrumpió transitoriamente la puesta en marcha del proceso de regionalización dispuesto por la Constitución de 1979.
En los años 1990, durante la gestión edil del alcalde Daniel Estrada Pérez, la ciudad tuvo un nuevo proceso de embellecimiento mediante la restauración de monumentos y la construcción de plazas, fuentes y monumentos. Asimismo, gracias a los esfuerzos de esta autoridad, se lograron diversos reconocimientos como la declaración como "Capital Histórica del Perú" contenida en el texto de la Constitución Política del Perú de 1993. Se dispuso también, el cambio del escudo del Cusco dejando de lado al blasón colonial y adoptando el "Sol de Echenique" como nuevo escudo. Adicionalmente, se propuso el cambio de nombre oficial de la ciudad adoptando el vocablo quechua Qosqo pero este cambio fue revertido a los pocos años.
El 7 de julio de 2007, Machu Picchu, fue elegida como una de las 7 maravillas del mundo moderno, a través de un concurso realizado en Lisboa (Portugal), es por ello que el presidente Alan García, decidió declarar a dicha fecha como el "Día del Santuario Histórico de Machu Picchu". La celebración en las calles del Cusco no se hicieron esperar, pues muchos festejaron el reconocimiento que Machu Picchu pudiera merecer.

#### Libros y publicaciones
- Angles Vargas, Víctor (1983). Historia del Cusco Colonial Tomo II Libro segundo. Lima: Industrialgrafica .S.A.
- Angles Vargas, Víctor (1988). Historia del Cusco Incaico. Lima: Industrialgráfica S.A.
- Betanzos, Juan Díez de ([1551]2004). Suma y narración de los incas. Madrid: Ediciones Atlas. OCLC 7423266.
- Coronado Esquivel, Jessica; Apaza Callañaupa, Roel (2017). «La modernización de la ciudad y su salubridad: la canalización del Cusco a principios del siglo XX». Summa Humanitatis 9 (1). Consultado el 7 de octubre de 2019.
- Cerrón-Palomino, Rodolfo (2006). «Cuzco: la piedra donde se posó la lechuza. Historia de un nombre.». Lexis 1 (XXX): 143-184. Consultado el 24 de mayo de 2011.
- Garcilaso de la Vega (1918 [1609]). Los comentarios reales de los Incas. Lima: Imprenta y librería Sanmartí y Ca.
- Kubler, George (1953). «Cuzco Reconstrucción de la ciudad y restauración de sus monumentos Informe de la misión enviada por la Unesco en 1951». UNESCO. Consultado el 26 de agosto de 2019.
- Mendoza, Zoila (2006). Crear y sentir lo nuestro: folclor, identidad regional y nacional en el Cuzco, siglo XX (Primera edición). Lima: Fondo Editorial de la PUCP. ISBN 9972-42-770-6.
- Tamayo Herrera, José (1981). Historia social del Cuzco republicano. Lima: Editorial Universo S.A.
- Valcarcel, Luis E.. Historia del Perú Antiguo Tomo I.

- Datos: Q5900481